# Porta a Pinti
Porta a Pinti ou Porta Fiesolana était l'une des anciennes portes des murs de Florence détruit en 1865 pour la création des viali di Circonvallazione.

## Histoire
Appartenant au cercle Arnolfiane des remparts de la ville, elle doit peut-être son nom à une famille noble qui avait ses propriétés ià cet endroit dans l'Antiquité ou aux frères pintori des vitraux qui vivaient dans le couvent voisin de San Giusto alle Mura, partageant ce nom avec le Borgo Pinti  ou encore aux ripentite « les repenties »? car un couvent local, le Monastero delle Donne di Penitenza, s'occupait de la réinsertion des «  filles perdues ».  De Porta Pinti  passait  tout le trafic en provenance ou à destination de Fiesole, d'ou aussi le nom de Porta Fiesolana,.
C'est la seule des portes principales  de cette partie de la ville à avoir été démolie par Giuseppe Poggi, contrairement aux autres laissées au centre ou à côté des nouvelles avenues.

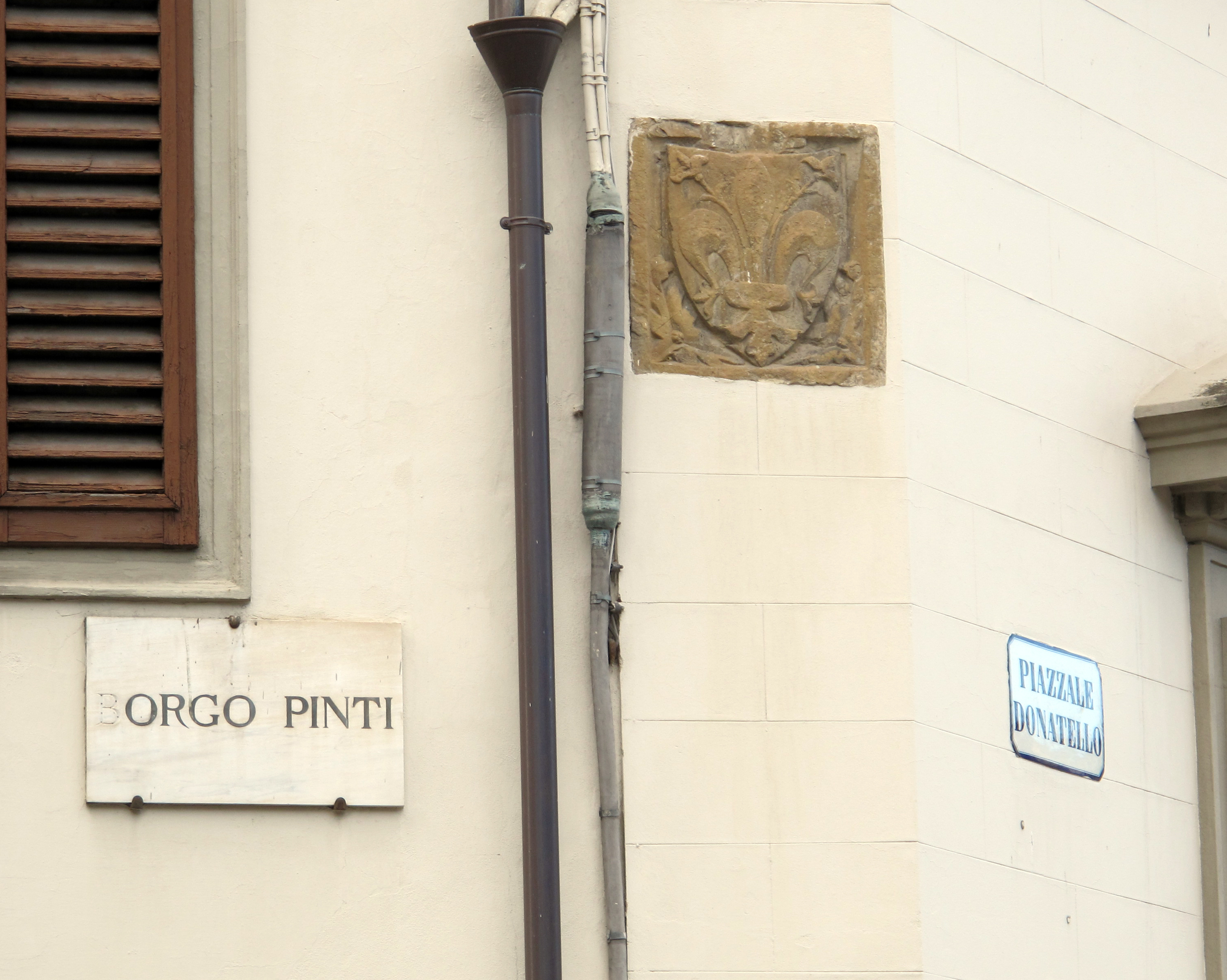
Lys de Florence sur un immeuble entre Borgo Pinti et la place Donatello

Un ancien bouclier de pierre avec le lys de Florence sur un mur d'un bâtiment à l'angle de la place est la seule marque de l'existence de l'ancienne porte, ainsi que sa représentation dans un tableau du peintre védutiste florentin, Fabio Borbottoni (1820-1901).